# Chen Hualan
Chen Hualan (chinesisch 陳化蘭 / 陈化兰, Pinyin Chén Huàlán; geb. 1969) ist eine chinesische Virologin und Leiterin des Nationalen Referenzlabors für Vogelgrippe am Veterinärmedizinischen Forschungsinstitut Harbin der Chinesischen Akademie für Agrarwissenschaften. International anerkannt wurde sie für ihre Beiträge zur Kontrolle der Vogelgrippe, insbesondere der Viren H5N1 und H7N9.

## Leben
Chen Hualan wurde im März 1969 geboren. Sie absolvierte ihr Studium der Veterinärmedizin an der Landwirtschaftlichen Universität Gansu, wo sie 1991 ihren Bachelorabschluss und 1994 ihren Masterabschluss erlangte. 1997 promovierte sie an der Graduiertenschule der Chinesischen Akademie für Agrarwissenschaften (CAAS). Nach drei Jahren als Postdoktorandin am Center for Disease Control and Prevention in den Vereinigten Staaten wurde sie 2002 Professorin am Veterinärmedizinischen Forschungsinstitut Harbin und übernahm dort die Leitung des Nationalen Referenzlabors für Vogelgrippe.

## Wirken
Chen Hualan widmete sich der Erforschung und Bekämpfung der Vogelgrippe. Sie setzte umfangreiche Virusdatenbanken auf und entwickelte wirksame Strategien zur Überwachung und Eindämmung von Vogelgrippeviren. Ihre Forschungsgruppe erzielte Durchbrüche beim Verständnis der molekularen Evolution und Virulenzmechanismen des hochpathogenen H5N1-Virus.
Ihr Team zeigte, dass H5N1-Viren in Kombination mit menschlichen Influenzaviren theoretisch die Fähigkeit zur Mensch-zu-Mensch-Übertragung erwerben könnten, was große Auswirkungen auf die öffentliche Gesundheit hat.
Im Jahr 2013 spielte Chen eine entscheidende Rolle bei der schnellen Identifizierung und Eindämmung des H7N9-Ausbruchs in China. Sie leitete ein Team, das in kürzester Zeit Virusproben sammelte und analysierte, wodurch die Infektionsquelle identifiziert und weitere Ausbreitungen wirksam verhindert werden konnten.
Chen entwickelte mehrere Impfstoffe gegen Vogelgrippe, darunter inaktivierte und virusvektorbasierte Impfstoffe, die in Milliarden von Dosen eingesetzt wurden und maßgeblich zur Kontrolle der H5N1- und H7N9-Ausbrüche beitrugen.
Ihre Forschungsleistungen wurden mit zahlreichen Preisen ausgezeichnet, darunter der Nationale Preis für Technologische Erfindungen (2007), der Nationale Preis für Naturwissenschaften (2013) und der UNESCO-L’Oréal-Preis (2016). Im Jahr 2013 wurde sie von der Fachzeitschrift Nature auf deren Liste Nature’s 10 einflussreicher Wissenschaftler genannt. 2017 wurde sie Mitglied der Chinesischen Akademie der Wissenschaften.